# Яня сета
Я́ня се́та (латыш. Jāņa sēta, дословно Иоанново подворье) — одна из основных достопримечательностей Старого города в Риге, бывшее подворье доминиканского монастыря. В настоящее время является культурно-рекреационным объектом.
Располагается между улицами Скарню (Мясной) и Калею (Кузнечной), примыкает к рижской лютеранской церкви Святого Иоанна, по которой получило своё название.
Общая площадь — 530 квадратных метров.

## Ранний этап истории
С начала XIII века по 1234 год на этом месте находилось первое городское епископское подворье — первый замок рижского епископа, служивший ему резиденцией. Его владения в историческом средневековом центре Риги непосредственно примыкали к владениям магистра Ордена меченосцев, а разделяла их ива, посаженная между двумя центрами. В 1234 году происходит смена владельца; новый архиепископ Николай продаёт свой замок и прилегающую к нему территорию доминиканскому ордену, обосновавшемуся в Риге в первой четверти XIII века.
До наших дней сохранились фрагменты монастырской крестовой галереи, которые относятся к 1330-м годам, когда доминиканцы обустроили участок и оградили его массивной крепостной стеной с надвратным арочным изображением «вида на спину осла». Эта причудливая арка указывает на необходимость следования Иисусу Христу, который въехал в Иерусалим, сидя верхом на осле. Эти монастырские ворота выходят на улицу Скарню и расположены сразу за главным порталом Иоанновской церкви (справа) и вдовьим приютом, Конвентом Экка (слева).

## Дом пробации и Николаевская богадельня
Сразу после периода беспорядков, спровоцированных Реформацией, монастырские помещения отошли к городу. Городские власти использовали освободившееся пространство подворья по своему усмотрению. Например, в доме № 7 был размещён принудительный работный дом, в котором содержались мелкие правонарушители, пренебрегавшие нормами общественного порядка. Для них в Иоанновской церкви позже была оборудована специальная стоячая галерея. После 1783 года работный дом перевели в рижскую Цитадель, а с 1794 по 1804 год в прежнем здании в подворье располагалась богадельня Святого Николая.

## Полицейские казармы
В 1828 году в рижском Иоанновом подворье разместились главные городские полицейские казармы, которые реагировали на экстренные случаи, происходившие на территории вверенного им участка — в центре города-крепости. Именно поэтому старое монастырское подворье было несколько видоизменено и адаптировано для нужд полицейских учреждений, что и повлекло за собой закономерную смену названия: оно стало официально именоваться Полицейско-казарменным подворьем. Казарменные помещения располагались здесь вплоть до 1902 года, что и обуславливало сохранение «полицейского» названия участка. До начала Первой мировой войны, пока Рига на правах губернской столицы пребывала в составе Российской империи, подворье на всех картах и адресных книгах именовалось Иоанновым.

## Иоаннова школа

Вход в подворье Конвента со стороны Иоаннова подворья.

В доме № 6 на территории уютного рижского дворика располагалось здание, отданное польским королём Стефаном Баторием для нужд Латышской лютеранской общины, которая основала в нём первую в истории города школу с латышским языком обучения — так в 80-е годы XVI века родилась на свет Школа при церкви Святого Иоанна. Вместе с помещением будущей школы лютеранам были переданы все монастырские помещения, которые формировали средневековый ансамбль подворья. Эти помещения пустовали (или же их использовали отнюдь не по своему изначальному назначению — так, в самой церкви Святого Иоанна старейшина Малой гильдии Шульц обустроил конюшню и зернохранилище после приобретения здания) на протяжении всего периода между разрушительными событиями рижской Реформации (1522—1525 годы) и торжественным вхождением в Ригу нового сюзерена Стефана Батория, во власть которого город был передан после длительного совещания рижского рата (1581 год).

## Крепостная стена у подворья
К концу 1930-х годов здание школы пришло в упадок и было снесено. Во время работ по сносу школы, в 1938 году, были обнаружены фрагменты средневековой крепостной стены, которая отделяла город от реки Риги (рукава Даугавы). Крепостная стена, ныне ограждающая подворье со стороны улицы Калею, находилась в ведении кузнечного цеха, представители которого проживали между рекой и крепостной стеной, поскольку по решению ратманов в конце XIII века были вежливо изгнаны из города, которому успели причинить много неудобств в виде внезапных возгораний и постоянного назойливого шума. Саму стену возводили в оборонительно-превентивных целях ещё во времена епископа Альберта.
Обнаруженный широкий участок стены был реставрирован и творчески декорирован в 1957—1960 годах под руководством архитектора Э. Г. Славиетиса (1905—1986). С галереи этой стены в советские времена в городские Дни поэзии юные стихотворцы публично зачитывали свои произведения.
Дом № 1, примыкающий к церкви Святого Иоанна, был благоустроен латышским архитектором Оскаром Бааром (1848—1914) в 1898 году — им был создан оригинальный декор на главном фасаде здания.

## Современное состояние
В настоящее время в подворье располагается традиционный пивной садик — на том же месте, где доминиканские монахи когда-то устроили монастырский сад и, помимо яблонь, выращивали лекарственные растения, продаваемые фармацевтам для изготовления целебных напитков. В боковом здании функционирует джаз-клуб «Гамлет».
|                     |  |                                              |  |                                      |
| Монастырские ворота |  | Участок крепостной стены со стороны подворья |  | Крепостная стена (вид с улицы Калею) |